# Yekepa
Yekepa é uma cidade no norte do Condado de Nimba, na Libéria, perto da fronteira com a Guiné. foi base para extração de minério de ferro antes dela ser destruída pela Primeira Guerra Civil da Libéria. 